# Medina Medjahdi
Medina Medjahdi, née le 24 octobre 2003 en France, est une gymnaste artistique algérienne.

## Carrière
Elle obtient la médaille d'argent par équipes aux Jeux africains de 2019.